# 石戸諭
石戸 諭（いしど さとる、1984年2月6日 - ）は、日本のコメンテーター・記者・ライター。元毎日新聞、BuzzFeed Japan従業員。

## 略歴
東京都生まれ。千葉県立流山南高等学校、立命館大学法学部卒業後、毎日新聞社入社。岡山支局、大阪社会部、デジタル報道センターを経て退職後、2016年1月BuzzFeed Japanに転職。
2018年4月に独立し、フリーランスの記者・ノンフィクションライターとして活動。現在、ニューズウィーク日本版、フォーブス、文藝春秋、週刊現代、集英社kotoba、日経サイエンス、現代ビジネス、ハフポスト日本版、朝日新聞「DANRO」（2020年3月終了）、Yahoo!ニュース個人などに寄稿。

## 人物
- 山際淳司、沢木耕太郎といったニュー・ジャーナリズムのノンフィクション作家に影響を受けている[2]。
- 大学では岡野八代のゼミに所属していた。

## 著書
- 『リスクと生きる、死者と生きる』（2017年、亜紀書房）ISBN 9784750515205
- 『ルポ 百田尚樹現象 愛国ポピュリズムの現在地』（2020年、小学館）ISBN 9784093887687
- 『ニュースの未来』（2021年、光文社新書）ISBN 9784334045593
- 『視えない線を歩く』（2021年、講談社）ISBN 9784065252888
- 『東京ルポルタージュ 疫病とオリンピックの街で』（2021年、毎日新聞出版）ISBN 9784620327167

## 出演

### テレビ番組
- 福島をずっと見ているTV（2017年12月14日、NHK Eテレ） - ゲスト
- ファクトリサーチTV（2018年9月8日、テレビ朝日） - ゲスト
- モーニングショー（2019年3月21日、テレビ朝日） - ゲストコメンテーター
- おはようコールABC（2020年3月 - 10月2日、朝日放送テレビ） - 金曜コメンテーター（月1回出演）
- キャスト（2020年10月 - 2022年3月、朝日放送テレビ） - 火曜レギュラーコメンテーター
- newsおかえり（2022年4月5日 - 、朝日放送テレビ） - 火曜レギュラーコメンテーター
- Mr.サンデー（関西テレビ・フジテレビ） - レギュラーコメンテーター

### ウェブ番組
- ABEMA Prime（ABEMA）- ゲストコメンテーター
- デモクラシータイムス（2018年5月5日・2020年9月17日、YouTube）
- 石戸諭の＜ニュース＞の未来（株式会社ゲンロンが運営する配信プラットフォーム「シラス」）

### ラジオ
- 蓮見孝之 まとめて!土曜日（TBSラジオ） - ゲストコメンテーター
- ロンドンブーツ1号2号田村淳のNewsCLUB（2018年3月10日・2019年6月1日、文化放送） - ゲスト
- すっぴん!（2018年3月16日、NHKラジオ第1放送） - ゲスト
- 荻上チキ・Session-22（2018年10月25日・2019年3月12日・5月28日、TBSラジオ）- 代理MC
- 大竹まこと ゴールデンラジオ（2019年3月4日・2021年12月8日、文化放送） - ゲスト
- 西川あやの おいでよ!クリエイティ部（2022年4月8日 - 、文化放送） - 金曜→水曜レギュラーコメンテーター[注釈 1]

### 雑誌
- ニューズウィーク日本版（2019年2月26日号 - 特集『沖縄ラプソディ』・2019年6月4日号 - 特集『百田尚樹現象』）